# Majrevolten 1968
Majrevolten 1968 eller Studenteroprøret i Frankrig er navnet på de politiske og civile uroligheder samt efterfølgende hændelser i Frankrig der begyndte med et studenteroprør i Paris, maj 1968. Det hele udviklede sig til en generalstrejke, besættelse af universiteter og fabrikker, som lammede dele af landet og medførte en politisk krise for Charles de Gaulle-regeringen. Da oprøret var på sit højeste, blev hele den franske økonomi lammet.
Protesterne nåede et punkt, hvor de etablerede politiske ledere frygtede borgerkrig eller revolution, og den nationale regering selv ophørte med at fungere på et tidspunkt, hvor præsident Charles de Gaulle i hemmelighed forlod landet i nogle få timer. Oprøret var en del af 1960'ernes sociale proces, der ændrede nogle af de klassiske samfundsnormer, der herskede på det tidspunkt. Protesterne forgrenede sig til en kunstnerisk bevægelse med sange, alternativ graffiti, sloganer, og plakater.
Majrevolten 1968 havde en markant effekt på det franske samfund og fik konsekvenser i årtier efter. Revolten betragtes den dag i dag som et kulturelt, samfundsmæssigt og moralsk vendepunkt i landets historie, eller som Alain Geismar, en af datidens ledere, senere påpegede, lykkedes bevægelsen "som en social revolution, ikke som en politisk."
Urolighederne begyndte med, at studerende foretog en række besættelser i protest mod kapitalisme, forbrugerisme, amerikansk imperialisme og traditionelle institutioners værdier og orden. Det spredte sig derefter til fabrikker med strejker, der involverede 11 millioner arbejdere, hvilket var mere end 22 procent af den samlede befolkning i Frankrig på det tidspunkt. Konflikten varede to uger i træk. Bevægelsen var karakteriseret ved sin spontanitet samt dens decentraliserede vilde strejker. Det skabte en social kløft og konflikt mellem oprørerne på den ene side og det etablerede samfund, fagforeningerne og lederne af det franske kommunistparti på den anden side. Det var den største generalstrejke nogensinde i Frankrig og den første landsdækkende vilde strejke.
De studenterbesættelser og vilde strejker, der blev iværksat over hele Frankrig, blev mødt med voldelige konfrontationer fra universitetsadministrationen og politiet. Myndighedernes forsøg på at knuse oprørerne og de strejkende med politiaktioner, tilspidsede kun yderligere situationen. Den første var gadekampe med politiet i Latinerkvarteret i Paris, efterfulgt af en udbredt strejkebølge og besættelser over hele Frankrig. Præsident de Gaulle rejste til en fransk militærbase i Tyskland, og efter hans hjemkomst blev den franske nationalforsamling opløst, og præsidenten udskrev nyvalg den 23. juni 1968. Volden forsvandt næsten lige så hurtigt, som den var opstået. Arbejderne vendte tilbage til deres job, og da valget blev afholdt i juni, blev gaulllistpartiet stærkere end nogensinde før. Opstanden i maj blev beskrevet af den franske indenrigsminister Christian Fouchet som "det værste politiet har været involveret i siden 1936." Samtidshistorikeren Pierre Viansson-Ponté udtalte allerede i begyndelsen af 1970'erne, at begivenhederne i maj 1968 var "mere" dokumenteret, end det var tilfældet med Den Franske Revolution.

## Begivenhederne før maj 1968
Tidligere i 1968 havde studerende i blandt andet Polen, USA og Tyskland afholdt voldelige demonstrationer. Situationen i Frankrig var mere præget af kedsomhed over for det bestående. Charles de Gaulle havde regeret landet i to årtier med sin egen forfatning, der var grundlaget for den femte franske republik, og Frankrig havde nydt en periode med stabilitet og økonomisk vækst i 1960'erne. General de Gaulle var kommet til magten i forbindelse med Frankrigs rolle i Algierkrigen, en krig, som det lykkedes ham at afslutte, men som havde radikaliseret den franske studenterbevægelse. Mod slutningen af årtiet blev landet ramt af inflation, og arbejdsløsheden steg. I 1967 vedtog regeringen love for at løse problemerne: Lønningerne skulle holdes nede og bidragene til det sociale sikringssystem blev forhøjet, da landarbejdere også skulle have disse rettigheder.
Undervisningssystemet var forældet, og de franske universiteter blev styret, uden de studerende selv havde indflydelse. Universiteterne havde desuden ikke taget højde for den store befolkningstilvækst i landet på grund af boomet i antallet af spædbørn i efterkrigstiden, hvilket øgede andelen af studerende, der manglede tilfredsstillende rammer for undervisning og forelæsninger, og som derfor blev placeret i interimistiske lokaler rundt om i landet. På mindre end et årti var antallet af studerende i Frankrig steget fra omkring 170.000 i 1958 til omkring 600.000 i 1968. Samtidig var der også mangel på undervisere til at imødekomme den store tilstrømning af studerende. Den radikale studenterbevægelse krævede også seksuel frigørelse i tidens ånd, og den strenge kønsadskillelse på kollegierne var blandt de første, der blev afskaffet. Som i mange andre vestlige lande var franske studerende rasende over USA's krig i Vietnam og krævede en afslutning på Vietnamkrigen.
Den 1. maj 1968 præsenterede en gruppe amerikanske akademikere en rapport om verdens uddannelsessystemer. Med hensyn til Frankrig blev det sagt, at en reform var på vej. Denne reform var blevet præsenteret af undervisningsministeren Alain Peyrefitte måneden før, og den blev godkendt af de Gaulle, som allerede havde været ivrig efter en reform i nogle år. På trods af alle beretningerne fra universiteterne, var begivenhederne i maj 1968 tilsyneladende en stor overraskelse for de franske myndigheder.
I februar 1968 havde de franske kommunister og Socialistpartiet dannet en valgalliance. Kommunisterne havde længe støttet Socialistpartiet ved valg, men i februarerklæringen var de to partier blevet enige om at arbejde for at danne en fælles regering til erstatning for præsident de Gaulle og hans gaullistparti.

## Studenteroprøret
Majopstanden mindede om situationisternes oprør, en litterær bevægelse i begyndelsen af 1960'erne, der havde udviklet sig til politisk aktivisme. Situationisterne troede, at man kunne skabe en situation, deraf navnet, og derefter fastholde et fundament og se begivenhederne udvikle sig af sig selv. Skandalen i Strasbourg i 1966, hvor situationistiske studerende på byens universitet havde igangsat en række politiske drengestreger for at skandalisere myndighederne, var den første af disse "situationer". En gruppe Les Enragés ("De rasende", navnet blev taget fra en gruppe under den franske revolution) og situationister overtog studenterparlamentet på universitetet og brugte parlamentets midler til at trykke en stor udgave af Mustapha Khayatis værk "Om studentermiljøets elendighed". Publikationen fik enorm opmærksomhed og blev prøvet af ved en domstol. Den anarkistiske civilisationskritik, der præsenteredes her, blev et tema for hele majrevolten, med slogans som "Under brostenene er der en sandstrand" og "Al magt til fantasien!"
Urolighederne begyndte på Université Paris-Nanterre, hvor en gruppe på omkring 25 "Les Enragés" blev dannet efter et mislykket forsøg på at reformere universitetet. Den 26. januar forsøgte politiet at opløse en demonstration, hvilket gjorde de studerende vrede. "Les Enragés" udførte flere aktioner, og da der blev gjort et forsøg på at lukke ned for protesterne, øgede det radikalismen blandt de studerende, og Nanterre blev herefter centrum for venstrefløjsaktivisme. Den 22. marts besatte grupper fra den yderste venstrefløj, et lille antal fremtrædende digtere og musikere samt 150 studerende, administrationsbygningen på universitetet i Nanterre og holdt et møde i universitetets bestyrelseslokale for at diskutere klassediskriminationen i det franske samfund og det politiske bureaukrati, der kontrollerede universitetets økonomi. Universitetets administration ringede til politiet, der efterfølgende omringede universitetet. Efter at besættelsesmagtens krav var blevet offentliggjort, blev bygningen forladt uden problemer, mens en del af lederne (døbt "22. marts-bevægelsen") indkaldtes til forhør af en disciplinærkomité på universitetet.
Blandt lederne var anarkisten Daniel Cohn-Bendit. Han studerede jurasociologi. Hans jødiske familie stammede fra Tyskland og havde undgået nazistisk tilfangetagelse ved at gemme sig i Frankrig. Familien havde siden opholdt sig i begge lande. Samtidig blev det den 3. maj besluttet, at USA og Nordvietnam skulle afholde en fredskonference i Paris om Vietnamkrigen. Ved denne lejlighed beordrede de Gaulle flere enheder fra det franske uropoliti Compagnies républicaines de sécurité (CRS) til at være i Paris. Dagen før, den 2. maj, lukkede undervisningsministeriet Det Humanistiske og Samfundsvidenskabelige Fakultet i Nanterre. Dagen efter mødte de studerende op for at protestere over lukningen og truslen om, at flere elever ville blive bortvist. Det fik omkring 500 studerende under ledelse af Cohn-Bendit til at tage til Sorbonne-universitetet i det centrale Paris, hvorefter der udbrød optøjer med uropolitiet. For første gang i universitetets historie trængte politiet ind på universitetets område, hvor de angreb og arresterede omkring 600 protesterende studerende.
Den 6. maj mødte Cohn-Bendit op for disciplinærudvalget på Sorbonne-universitetet. Regeringen forbød alle demonstrationer denne dag, hvilket havde den modsatte effekt. Som en reaktion på politiets tidligere aggressivitet samledes et par tusinde studerende i en spontan protest mandag den 6. maj. Den nationale studenterforening, Union nationale des étudiants de France (UNEF) – stadig den største studenterforening i Frankrig den dag i dag – marcherede sammen med fagforeningen for universitetslærere mod Sorbonne, der afspærredes af politiet. Disse studerende tilhørte ikke den gruppe af aktivister, der først havde startet protesterne, men demonstrerede derimod for akademisk frihed. Mere end 20.000 elever, lærere og tilhængere deltog, men demonstranterne blev angrebet med køller af politiet. En del af mængden spredte sig, mens andre, i lighed med oprørere fra revolutionærtiden i Paris (1800-tallet), begyndte at bryde brosten op, som de kastede mod politiet, der tvang betjentene til at trække sig tilbage for en tid. De væltede også biler for at bygge barrikader. Politiet svarede igen med tåregas og angreb igen. Flere hundrede studerende blev arresteret. Ifølge officielle tal blev omkring 600 demonstranter og 345 politibetjente såret. Demonstranterne var mere vedholdende, end politiet var vant til, og som følge heraf blev de mere frustrerede og mere brutale, men i modsætning til demonstrationerne mod Frankrigs krig i Algeriet i 1950'erne var politiet fast besluttet på ikke at åbne ild. Indenrigsministeren reagerede ved at lukke næsten hele universitetet i Paris ned.
Studenterforeningen udtalte sig til støtte for deltagerne i optøjerne den 6. maj. Den næste dag sluttede de sig til de studerende, lærere og et stigende antal unge arbejdere, der samledes ved Triumfbuen for at kræve, at:
1. At alle strafferetlige anklager mod de anholdte studerende skulle frafaldes,
2. At politiet forlod universitetet, og
3. At myndighederne genåbnede Nanterre og Sorbonne.

Forhandlingerne brød sammen, og de studerende vendte tilbage til deres campusser efter fejlagtigt at have rapporteret, at regeringen havde indvilliget i at genåbne dem, blot for at opdage, at politiet fortsat havde besat campusserne. Dette førte til et raseri og en næsten revolutionær intensitet blandt eleverne.
Fredag den 10. maj begyndte fredskonferencen mellem USA og Nordvietnam i Paris. Samme dag samledes en stor menneskemængde ved venstre seinebred, den del af Paris, der lå syd for Seinen. Da uropolitiet igen blokerede vejen og forhindrede dem i at krydse floden, begyndte demonstranterne igen at bygge barrikader, som politiet angreb kl. 12.15 om morgenen, efter at forhandlingerne var brudt sammen igen. Konfrontationen, som førte til hundredvis af anholdelser og sårede, varede indtil næste morgen. Hændelserne blev rapporteret i radioen, mens de fandt sted, og eftervirkningerne blev vist på tv den følgende dag. Der blev fremsat beskyldninger om, at politiet selv havde deltaget i optøjerne ved at brænde biler og kaste molotovcocktails på de civile provokatører, "agent provocateur".
Myndighedernes hårdhændede reaktion førte til en bølge af sympati for demonstranterne. Mange af Frankrigs førende sangere og digtere slog sig sammen med oprørerne, efter at politibrutaliteten blev tydelig. Udenlandske musikere og kunstnere udtalte også deres støtte til demonstranterne. Fagforeningerne kom på banen, Confédération Générale du Travail (CGT) og Force Ouvrière (CGT-FO) indkaldte til endags-generalstrejke og til demonstration mandag den 13. maj. Langt over en million mennesker marcherede gennem Paris denne dag. Politiet holdt sig hovedsageligt ude af syne. Premierminister Georges Pompidou meddelte personligt, at de anholdte demonstranter ville blive løsladt, og at Sorbonne ville blive genåbnet. Det hele var dog blevet til en politisk bølge, der ikke længere kunne stoppes, og i stedet blev demonstranterne endnu mere aktive.
Da Sorbonneuniversitetet blev genåbnet, blev det straks besat af de studerende, som erklærede det for et selvstyrende "folkeuniversitet". Den offentlige mening var på de studerendes side, men ændrede sig hurtigt, da oprørernes ledere blev inviteret til at tale på nationalt tv og "opførte sig som uansvarlige utopister, der ønskede at ødelægge 'forbrugersamfundet'." Under alle omstændigheder blev der i de følgende uger nedsat omkring 401 aktionskomiteer i Paris, herunder Sorbonne-besættelseskomiteen, og andre steder for at behandle klager over den franske regering og det franske samfund. De studerende Daniel Cohn-Bendit og Alain Krivine var blevet de førende studenterledere på dette tidspunkt.
Blandt de studerende i byen var kun et lille mindretal revolutionære aktivister. Prominente intellektuelle med stærke venstreorienterede synspunkter, herunder filosofiprofessor Herbert Marcuse og situationisten Guy Debord, er siden blevet identificeret som drivkræfterne bag de studerendes handlinger. De studerendes krav blev i stigende grad mere yderligtgående under opstanden. Mod slutningen krævede de en total forandring af samfundet og skabelsen af et nyt, revolutionært samfund. Det franske kommunistparti var imod studenterne, og dets leder Georges Marchais skrev i den kommunistiske avis, at "disse falske revolutionære må afsløres", og benævnte dem som "disse små grupper, der søger at skade demokratiske fremskridt under dække af revolutionær terminologi." Årsagerne til hans afstandtagen kan have været, at Daniel Cohn-Bendit havde taget skarp afstand fra Josef Stalin, at de Gaulle havde gode forbindelser til Sovjetunionen, eller måske at kommunisterne ikke mente, at tiden var "videnskabeligt" inde til en revolution. Jean-Paul Sartre og andre intellektuelle tog derimod studenternes parti.

## Arbejderne slutter sig til oprøret
Den 13. maj gik alle de store fagforeninger i generalstrejke. I de følgende dage begyndte arbejdere at besætte fabrikkerne: En siddestrejke blev organiseret på Sud Aviation-fabrikken nær byen Nantes den 14. maj. Endnu en strejke opstod på en fabrik, der fremstillede dele til bilmærket Renault nær Rouen, som spredte sig til andre Renault-fabrikker i Flins-sur-Seine og Boulogne-Billancourt, en forstad til Paris. Arbejdere havde besat omkring halvtreds fabrikker den 16. maj, og 200.000 var i strejke den 17. maj. Det steg til to millioner strejkende den næste dag, og derefter nedlagde mellem 10 og 12 millioner lønmodtagere arbejdet. Det var omkring to tredjedele af den franske arbejdsstyrke.
Studerende ved andre universiteter i forskellige lande, der havde foretaget lignende handlinger, var begejstrede, da franskmændene gjorde, hvad de ikke selv havde været i stand til at gøre, nemlig at alliere sig med arbejderne. Faktisk var der to bevægelser, der bevægede sig på samme tid: Strejken blev hjulpet af de studerendes aktioner og opstande, men deres mål var ikke det samme som arbejdernes, der ønskede bedre arbejdsforhold, mere fritid, højere lønninger og en ny præsident. De studerendes interesser var ikke nødvendigvis arbejdernes interesser. Den 17. maj gav studenterne udtryk for, at de ønskede en fuldstændig revolution, men arbejderne var ikke med på denne målsætning. Hvad de to grupper derimod havde til fælles, var imidlertid den anarkistiske spontanitet. Strejkerne blev ikke ledet af fagforeningerne. Tværtimod forsøgte CGT at kontrollere de spontane udbrud af kamplyst ved at kanalisere dem ind i en lønkamp, men arbejderne fremsatte en bredere, mere politisk og radikal dagsorden, der krævede regeringens og præsident de Gaulles afgang. I nogle få tilfælde krævede de selv at drive fabrikkerne. Fagforeningsledere forhandlede en stigning på 35 procent i mindstelønnen, 7 procent for andre arbejdere, men arbejderne nægtede at vende tilbage til arbejdet eller følge fagforeningerne. Det var en opstemthed, som fagforeningerne ikke kunne kontrollere. De traditionelle fagforeninger CGT, FO og CFDT var mere end villige til at gå på kompromis med myndighederne, men ikke med arbejderne selv.

## Regeringen tager initiativ
I den første uge af urolighederne havde præsident de Gaulle været på statsbesøg i det kommunistiske Rumænien, som dengang havde vist selvstændige tendenser over for Sovjetunionen. Charles de Gaulles drøm var et Europa som en tredje verdensmagt, ledet af Frankrig, og han rakte således ud til Rumænien. Premierminister Georges Pompidou forsøgte at beholde sin position i hans fravær og udarbejdede en aftale, der opfyldte de fleste af de studerendes krav. Han besluttede den 11. maj at genåbne Sorbonne den 13. maj og bringe de arresterede studerende for en appeldomstol til genoptagelse af deres retssager. Dagen efter universitetets åbning, den 14. maj, blev det besat af de studerende, der hejste det røde flag ved bygningen. Lignende besættelser fra studerende og universitetslærere dukkede op i hele Frankrig. De studerende krævede et reformeret uddannelsessystem samt afskedigelse af to medlemmer af regeringen, undervisningsminister Alain Peyrefitte og indenrigsminister Christian Fouchet, samt politichefen Maurice Grimaud. Udover universitetet besatte de studerende det nærliggende Odéon-Théâtre de l'Europe, hvor de hejste sorte anarkistiske flag. Ifølge disse studerende skulle teatret blive et nyt revolutionsteater.
I perioden mellem den 13. og 20. maj besatte studenterne hele Latinerkvarteret i Paris, og politiet var på dette tidspunkt helt fraværende. I disse dage var alt arbejde og al trafik i Paris lukket ned. Urolighederne havde lagt sig den 22. maj, da Cohn-Bendit blev nægtet indrejse i Frankrig, efter at han havde været i Vesttyskland. Den 29. maj ankom han endelig til Sorbonne og sluttede sig til de studerende. Cohn-Bendit blev født i Frankrig og havde som nævnt jødisk baggrund, så da myndighederne senere besluttede at deportere ham til nabolandet, fremkaldte det ubehagelige minder om fransk politis involvering i at sende franske jøder til Nazi-Tyskland under 2. verdenskrig. I studenternes propaganda blev de Gaulle sammenlignet med Hitler, og de antog sloganet "vi er alle tyske jøder".
Den 25. og 26. maj blev "Accords de Grenelle" (Grenelle-aftalen) indgået af Pompidou, som indeholdt en stigning på 25 procent i mindstelønnen og en stigning på 10 procent i gennemsnitslønnen. Finansminister Michel Debré var ikke blevet hørt, og da tilbuddet blev offentliggjort, trådte han tilbage. Tilbuddet var en total ændring af den tidligere økonomiske politik, men det blev afvist, og strejkerne fortsatte. Intellektuelle solidariserede sig med arbejderklassen for at skabe betydelige ændringer i arbejdernes rettigheder. Præsident de Gaulle afbrød sin rejse til udlandet og vendte tilbage den 19. maj, tilsyneladende forvirret over opstandens asymmetri, og erklærede, at han ikke kunne få styr på situationen.
Den 24. maj forsøgte de Gaulle at overtage kommandoen, og i en tv-transmitteret tale, der blev sendt til nationen, opfordrede han til et nyvalg i juni, uanset om han skulle træde tilbage eller ej. Dette førte til nye optøjer, der kostede to mennesker, en politibetjent i Lyon og en studerende i Paris, livet, og hundredvis blev såret. Sammen med en studerende, der druknede i Seinen i et forsøg på at undvige politiet, var disse to de eneste dødsfald relateret til Majrevolten 1968.
Den 27. maj afholdt Union Nationale des Étudiants de France (UNEF) en demonstration på Stade Sébastien Charléty i Paris, der samlede mellem 30.000 og 50.000 mennesker. Mødet var meget militant, og talerne krævede, at regeringen blev væltet, og at der blev afholdt valg.
Socialisterne så en mulighed for at skabe et kompromis mellem de Gaulle og kommunisterne. Den 28. maj erklærede François Mitterrand fra Fédération de la gauche démocrate et socialiste (FGDS), at "der ikke længere er nogen stat" og erklærede, at han var klar til at danne en ny regering. Han fik overraskende høje 45 procent af stemmerne ved præsidentvalget i 1965. Den 29. maj erklærede Pierre Mendès France også, at han var klar til at danne en regering. I modsætning til Mitterrand var han villig til at inkludere kommunisterne. Selv om socialisterne ikke havde kommunisternes evne til at organisere store gadedemonstrationer, havde de mere end 20 procent af vælgernes opbakning i Frankrig.

## Præsidenten forlader Frankrig
Om morgenen den 29. maj udsatte de Gaulle ministermødet og fjernede i hemmelighed sine personlige papirer fra Élyséepalæet. Han sagde til sin svigersøn Alain de Boissieu: "jeg vil ikke give dem en chance for at angribe Élysée. Det ville være beklageligt, hvis der blev spildt blod på mit personlige forsvar. Jeg har besluttet at gå: ingen angriber et tomt palads." De Gaulle afviste Pompidous anmodning om at opløse nationalforsamlingen, da han mente, at deres parti, gaullisterne, ville tabe et efterfølgende valg. Klokken 11 sagde han til Pompidou: "Jeg er fortiden; Du er fremtiden, jeg omfavner dig."
Regeringen meddelte, at de Gaulle ville rejse til sit landsted i Colombey-les-Deux-Églises, og rygter begyndte at sprede sig om, at han ville forberede sin afskedstale der, inden han ville vende tilbage næste dag. Præsidentens helikopter ankom imidlertid ikke til Colombey, og de Gaulle havde ikke fortalt nogen i regeringen, hvor han skulle hen. I mere end seks timer vidste verden ikke, hvor Frankrigs præsident var. Aflysningen af ministermødet og præsidentens mærkelige forsvinden chokerede mange franskmænd, inklusive Pompidou, der råbte: "Han er flygtet fra landet!"
Landets regering var i princippet ophørt med at fungere. Édouard Balladur skrev senere, at når premierminister Pompidou "alene var hele regeringen", så var de fleste regeringsembedsmænd "en usammenhængende gruppe af talere", der troede, at revolutionen var ved at bryde ud. En ven af premierministeren tilbød ham et våben, "du får brug for det!", men Pompidou rådede ham til at gå hjem. En embedsmand begyndte angiveligt at brænde dokumenter, mens andre spurgte, hvor langt de ville komme ved at flygte i bil, hvis de revolutionære tog kontrol over tankstationerne. Det var vanskeligt at få penge fra bankerne, benzin til privatbiler var ikke tilgængelig, og nogle forsøgte at få fat i privatfly eller falske identitetspapirer (Carte nationale d'identité).
Pompidou anmodede forgæves om, at en militær radar blev brugt til at følge de Gaulles to helikoptere, men fandt snart ud af, at præsidenten var rejst til det franske militærs hovedkvarter i Baden-Baden i Vesttyskland. Det er muligt, at rejsen var for at sikre sig støtte fra militæret, hvilket betød, at han måtte frigive 14 medlemmer, heriblandt general Raoul Salan og Georges Bidault, fra Organisation de l’armée secrète (OAS). Den samme organisation havde tidligere forsøgt at få de Gaulle myrdet. De Gaulle mødte nu general Jacques Massu, som overtalte den modløse præsident til at vende tilbage til Frankrig. Da de Gaulle var blevet forsikret om, at han havde støtte fra militæret, rejste han hjem. Næste dag indkaldte den franske præsident til ministermøde, den 30. maj,  og rejste derefter til Colombey. Hans kone Yvonne overdrog familiens juveler til opbevaring hos deres søn og svigerdatter – som blev i Baden-Baden i et par dage mere, men handlingen indikerede, at de Gaulle og hans familie stadig betragtede Vesttyskland som et muligt tilflugtssted. I en del år bevarede Massu præsident de Gaulles mangel på selvtillid som en statshemmelighed, indtil andre afslørede den i 1982. De fleste havde indtil da troet, at hans forsvinden havde til formål at minde det franske folk om, hvad de kunne miste. Selv om forsvindingen var reel og ikke havde til hensigt at være politisk motiveret, fremstod den med politisk effekt i Frankrig.
Den 30. maj marcherede mellem 400.000 og 500.000 mennesker i protest, mange flere end de 50.000, som politiet under ledelse af CGT forventede, gennem Paris og råbte "Adieu, de Gaulle!" Maurice Grimaud, lederen af Paris' politi, spillede en afgørende rolle i at forhindre en revolution ved både at tale med og udspionere de revolutionære og ved omhyggeligt at undgå magtanvendelse. Selvom de kommunistiske ledere senere benægtede, at de havde planlagt et væbnet statskup, og ekstreme militante kun udgjorde 2 procent af befolkningen, havde gruppen denne gang overvurderet de Gaulles styrke og magt, som det fremgår af hans flugt til udlandet.
Bevægelsen havde i vid udstrækning centreret sig om Paris-regionen (aire urbaine de Paris) og særligt i centrum af hovedstaden. Hvis oprøret havde mundet ud i besættelser af vigtige offentlige bygninger i byen, ville regeringen ikke have haft andet valg end at bruge magt for at generobre dem. Det ville have udløst en revolution, hvor militæret var flyttet fra provinserne for at generobre hovedstaden, som det skete i 1871. Forsvarsminister Pierre Messmer og chefen for forsvarsstaben, Michel Fourquet, forberedte sig på en sådan aktion, og Pompidou havde beordret kampvogne og pansrede køretøjer til Issy-les-Moulineaux. Ganske vist var militæret ikke præget af revolutionære stemninger og dermed frit tilgængeligt for myndighederne, men brugen af militær mod franske borgere var ikke desto mindre, ifølge den polsk-franske forfatter og journalist Daniel Singer, meget farlig for regeringen. En undersøgelse foretaget umiddelbart efter krisen viste, at 20 procent af franskmændene ville have støttet en revolution, 23 procent ville have været imod, og 57 procent ville have undgået fysisk at deltage i konflikten. 33 procent ville have bekæmpet militær indblanding, og kun 5 procent ville have støttet den, mens et flertal i Frankrig ville have undgået enhver handling.
Kl. 2:30 om natten den 30. maj lykkedes det Pompidou at overtale de Gaulle til at opløse nationalforsamlingen og udskrive nyvalg ved at true med at træde tilbage. Kl. 4.30 talte han til nationen på tv, hvor han sagde, at han ikke ville træde tilbage og udskrev valg den 23. juni. Han beordrede alle arbejdere til at vende tilbage til arbejdet og truede med at indføre undtagelsestilstand, hvis dette ikke skete. Han hævdede, at kommunismen truede med at overtage Frankrig, og at han var den eneste, der kunne stoppe det. Mitterrand reagerede på dette træk ved at sige, at det, præsidenten havde gjort, var "intet andet end tilskyndelse til borgerkrig." Samtidig havde regeringen lækket til medierne, at militæret befandt sig uden for Paris. Umiddelbart efter talen marcherede omkring 800.000 tilhængere, herunder André Malraux, op gennem Avenue des Champs-Élysées, viftende med franske flag og sang Marseillaisen, hvilket var en parade gaullisterne havde planlagt i flere dage. Kommunisterne gik med til valg, og truslen om revolution var overstået i denne omgang.

## Senere begivenheder
Fra dette tidspunkt begyndte den revolutionære stemning blandt studenterne og arbejderne at ebbe ud. Arbejderne begyndte gradvist at vende tilbage til deres arbejde eller blev fjernet fra deres fabrikker af politiet, og det nationale studenterforbund aflyste alle gadedemonstrationer. Regeringen forbød en række venstreorienterede organisationer, mens politiet overtog kontrollen med Sorbonne den 16. juni.
I modsætning til hvad de Gaulle frygtede, vandt hans parti den største sejr i fransk parlamentshistorie ved valget i juni, hvor det fik 354 ud af 486 pladser. Kommunisterne fik 34 og socialisterne 57 pladser. Med koalitionen ledet af den fremtidige præsident Valéry Giscard d'Estaing, fik gaullistpartiet flertal. I den uro, der havde været, kom de Gaulle til at repræsentere en tilbagevenden til orden, mens revolutionen som de studerende havde ønsket, udeblev; til gengæld fik de i stedet reformer, der gjorde deres leve- og studieforhold bedre.
Februar-erklæringen og dens løfte om at inddrage kommunisterne i regeringen havde formodentlig skadet socialisterne ved valget. Deres modstandere nævnte 1945-eksemplet med koalitionsregeringen Den Nationale Front i det daværende Tjekkoslovakiet, som førte til, at kommunisterne overtog landet i 1948. Socialistiske vælgere var splittede: i en meningsmåling i februar 1968 gik et flertal ind for en alliance med kommunisterne, mens 44 procent mente, at kommunisterne ville forsøge at tage magten, så snart de kom i regering. Blandt de kommunistiske vælgere, mente 30 procent det samme.
På Bastilledagen blussede nye gadedemonstrationer imidlertid op i Paris' latinerkvarter, ledet af socialistiske studerende. Venstreorienterede og kommunister bar røde armbind og anarkister bar tilsvarende sorte. Politiet i Paris og uropolitiet reagerede hurtigt, og konfrontationerne fortsatte natten igennem. Mange sårede blev bragt til hospitalet. En del turister kom til skade som følge af optøjerne, fordi de tilfældigvis befandt sig ude i forbindelse med aftenens fejringer af nationaldagen. Der blev ikke rejst tiltale mod politiet eller demonstranterne, men myndighederne i både Storbritannien og Vesttyskland blev tvunget til at indgive formelle protester for mishandlingen af deres respektive borgere, herunder betjentes overfald på to britiske skolepiger på en politistation.
På trods af størrelsen af de Gaulles triumf var det ikke en personlig sejr. En undersøgelse af perioden efter krisen viste, at flertallet af landets vælgere anså de Gaulle for at være alt for gammel, alt for selvcentreret, alt for autoritær, alt for konservativ og alt for antiamerikansk. Folkeafstemningen i april 1969 viste, at landet var parat til en "gaullisme uden de Gaulle". Præsident de Gaulle var blevet tvunget til at efterkomme krav, der medførte tab af prestige. Hans eget parti tog stærkt afstand fra reformerne. De økonomiske konsekvenser, der opstod umiddelbart efter opstanden, var alvorlige, eftersom Frankrig allerede havde problemer med at konkurrere økonomisk med Vesttyskland før optøjerne i maj, da kursen på den franske valuta var for høj. De øgede lønstigninger forværrede situationen, så for at stabilisere økonomien i Frankrig blev arveafgiften forhøjet, hvilket gav færre kapitalstrømme, og i november 1968 måtte landet igennem en valutakrise. På trods af venstrefløjsromantiseringer af Majrevolten 1968, har filosoffen Régis Debray,, der selv spillede en mindre rolle under begivenhederne, argumenteret for, at i stedet for en revolution bidrog "les évènements de Mai" til neoliberalismens opblomstring i 1980'erne og 1990'erne under Margaret Thatcher og Ronald Reagan.
Majrevolten 1968 regnes som et vigtigt referencepunkt i fransk politik og landets historie; nogle mennesker så muligheden for befrielse og andre betragtede begivenhederne som farligt kaos. For nogle betød maj 1968 desuden afslutningen på traditionalismen og begyndelsen på en ny æra domineret af de såkaldte nye sociale bevægelser (Les nouveaux mouvements sociaux, NMS).

## Sloganer og graffiti
Et par eksempler på de mange forskellige sloganer og graffiti i maj 1968:
- Il est interdit d'interdire («Det er forbudt at forbyde»)[55]
- Jouissez sans entraves («Nyd uden hindringer»)[55]
- Élections, piège à con («Valg, en fælde for idioter»)[56]
- Je suis Marxiste—tendance Groucho. («Jeg er en marxist — af Groucho-typen»)[57]
- Marx, Mao, Marcuse![58][59][60] Også kendt som «3M».[61]
- Cela nous concerne tous. («Det vedrører os alle»)
- Soyez réalistes, demandez l'impossible. («Vær realistisk, kræv det umulige»)[62]
- Sous les pavés, la plage! («Under brostenene er der en strand»)

## Plakater og opslag
- Action, forside
- Ånden i maj 68
- Soyez réalistes, demandez l'impossible

## I populærkulturen

### Film
- François Truffaut film Baisers volés (1968) (Stjålne kys) handlingen foregår i Paris under opstanden, og selvom det ikke er en politisk film, er der referencer til og billeder fra demonstrationerne. Filmen indfanger tidens revolutionære følelse og viser tydeligt, hvorfor Truffaut og Jean-Luc Godard anmodede om, at filmfestivalen i Cannes blev aflyst i 1968, da intet kunne fortsætte, som det havde gjort før efter Majrevolten 1968.
- André Cayattes film Mourir d'aimer (1971) er tæt baseret på den sande historie om Gabrielle Russier (1937-1969), en lærer, spillet af Annie Girardot, der begik selvmord efter at være blevet dømt for at have haft en affære med en af sine elever under opstanden i maj 1968.
- Jean Eustaches film La Maman et la Putain (1973), vinder af Filmfestivalen i Cannes, har referencer til begivenhederne i maj 1968 og udforsker tiden.[63]
- Diane Kurys’ filmen Cocktail Molotov (1980) fortæller historien om en gruppe franske venner, der er på vej til Israel, da de hører om, hvad der sker i Paris og beslutter sig for at tage tilbage.
- Louis Malles film Milou en mai (1990) er en satirisk skildring af den franske revolutionsfeber i maj 1968 og virkningen på en lille borgerlig by. Milous mor dør samtidig med, at demonstrationerne bryder ud og forstyrrer begravelsesplanerne.
- Bernardo Bertoluccis film The Dreamers (2003), baseret på romanen The Holy Innocents af Gilbert Adair, fortæller historien om en amerikansk universitetsstuderende i Paris under demonstrationerne.
- Philippe Garrels film Les Amants réguliers (2005), handler om en gruppe unge, der deltager i barrikaden af Latinerkvarteret i Paris, og hvordan deres liv forløber året efter.
- I spionkomedien OSS 117: Rio ne répond plus (2009), instrueret og co-skrevet af Michel Hazanavicius, skælder hovedpersonen Hubert ironisk ud på nogle hippie-elever ved at sige: "Det er 1968. Der vil ikke være nogen revolution. og klip dit hår!"
- Oliver Assayas’ film Après mai (2012) fortæller historien om en ung maler og hans venner, der bringer revolutionen til deres lokale skole og derefter må se de juridiske og eksistentielle konsekvenser i øjnene.

### Musik
Mange af den franske anarkist og singer-songwriters Léo Ferrés sangtekster var inspireret af begivenhederne i maj 1968. Sange direkte relateret til begivenhederne, er "L'Été 68", "Comme une fille" (1969), "Paris je ne t'aime plus" (1970), "La Violence et l'Ennui" (1971), "Il n'y a plus rien" (1973), "La Nostalgie" (1979). Mange af Ferrés andre sange skildrer tidens frihedsstemning.
- Claude Nougaros sang «Paris Mai» (1969).[64]
- Det svenske punkband Refused's nummer kaldet "Protest Song '68" handler om begivenhederne i Frankrig i 1968.[65]
- The Stone Roses' sang "Bye Bye Badman" fra deres selvbetitlede album handler om oprøret. Albummets cover har tricolore og citroner på coveret. Citroner blev brugt af de demonstrerende til at opveje virkningerne af tåregas.[66]
- Musikvideoen til David Holmes' sang "I Heard Wonders" er baseret direkte på begivenhederne i maj 1968 og kommer med antydninger til situationisterne i bevægelsen.[67]
- The Rolling Stones skrev teksten til sangen "Street Fighting Man" (tilsat musik fra en uindspillet sang, de allerede havde skrevet med anden tekst) med henvisning til Majrevolten 1968 i Paris, set fra deres perspektiv som boede i "sleepy London town". Melodien siges at være inspireret af franske politisirener.[68]
- Vangelis udgav et album i Frankrig og Grækenland med titlen Fais que ton rêve soit plus long que la nuit, som handlede om studenteroprøret i Paris i 1968. Den blev indspillet i 1971 og udgivet året efter. Albummet indeholder lyd fra demonstrationerne, sange og en nyhedsrapport. Vangelis blev senere kendt for sit lyd- og musikarbejde til film som Viljen til sejr og Blade Runner.[69]
- Ismael Serranos sang «Papá cuéntame otra vez» («Far, fortæl mig det igen») har referencer til begivenhederne i Majrevolten 1968. Sangen handler om politi, fascister, langhårede studerende og piger i miniskørter.[70]
- Caetano Velosos sang «É Proibido Proibir» har taget sin titel fra et berømt graffitiværk opført i maj 1968 og var en protestsang mod det militærregime, der tog magten i Brasilien i april 1964.[71]
- Mange af sloganer fra Majrevolten 1968 blev brugt i Luciano Berios symfoniske værk Sinfonia.

### Arkivsamlinger
- Guide to the Paris Student Revolt Collection, særskilte samlinger og arkiv, UC Irvine Libraries, Irvine, California.
- May Events Archive of Documents

### Andre
- «May 1968: 40 Years Later»Arkiveret 5. maj 2008 hos  Wayback Machine, City Journal, foråret 2008
- Paris May 1968, Maurice Brinton
- «May 68 : A Contested History», Chris Reynolds, omtale i Sens Public
- «Barricades of May ’68 Still Divide the French», New York Times